# NGC 6875
NGC 6875 is een elliptisch sterrenstelsel in het sterrenbeeld Telescoop. Het hemelobject werd op 1 juli 1834 ontdekt door de Britse astronoom John Herschel.

## Synoniemen
- ESO 284-28
- AM 2009-461
- IRAS 20096-4618
- PGC 64296